# 彼得·溫伯格
彼得·傑·溫伯格（英語：Peter Jay Weinberger，1942年8月6日—），美國著名計算機科學家，曾服務於貝爾實驗室，現在google工作。他是AWK的共同作者之一。

## 生平
1964年，於斯沃斯莫爾學院取得碩士學位。1969年，於柏克萊加州大學取得數學博士學位，主要研究數論。在畢業後，他曾至密西根大學進行博士後研究，鑽研解析数论，之後他進入貝爾實驗室工作。
在貝爾實驗室期間，他參與了AWK的開發。
他曾任文藝復興科技公司（Renaissance Technologies）的首席技術長，後加入google。